# Tjentište
Tjentište (cyr. Тјентиште) – wieś w Bośni i Hercegowinie, w Republice Serbskiej, w gminie Foča. W 2013 roku liczyła 86 mieszkańców.